# Friedrichshafen-Manzell
Friedrichshafen-Manzell – przystanek kolejowy w Friedrichshafen (dzielnica Manzell), w kraju związkowym Badenia-Wirtembergia, w Niemczech.
| Friedrichshafen-Manzell                    |  |                                             |
| Linia Bodenseegürtelbahn                   |  |                                             |
| Friedrichshafen-Fischbachodległość: 1,2 km |  | Friedrichshafen Landratsamt odległość: 2 km |